# Dom van Keulen

Plattegrond

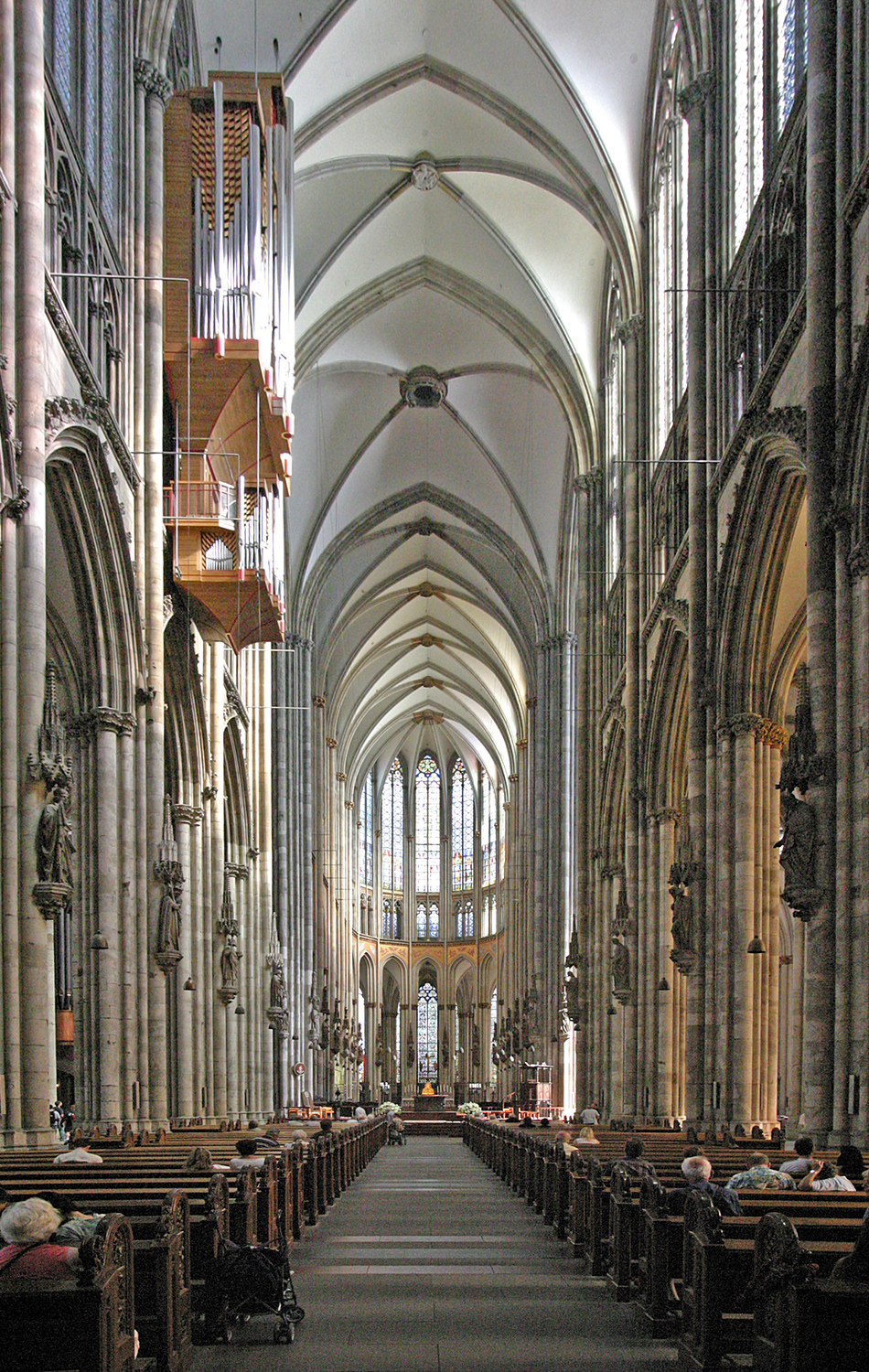
Middenschip

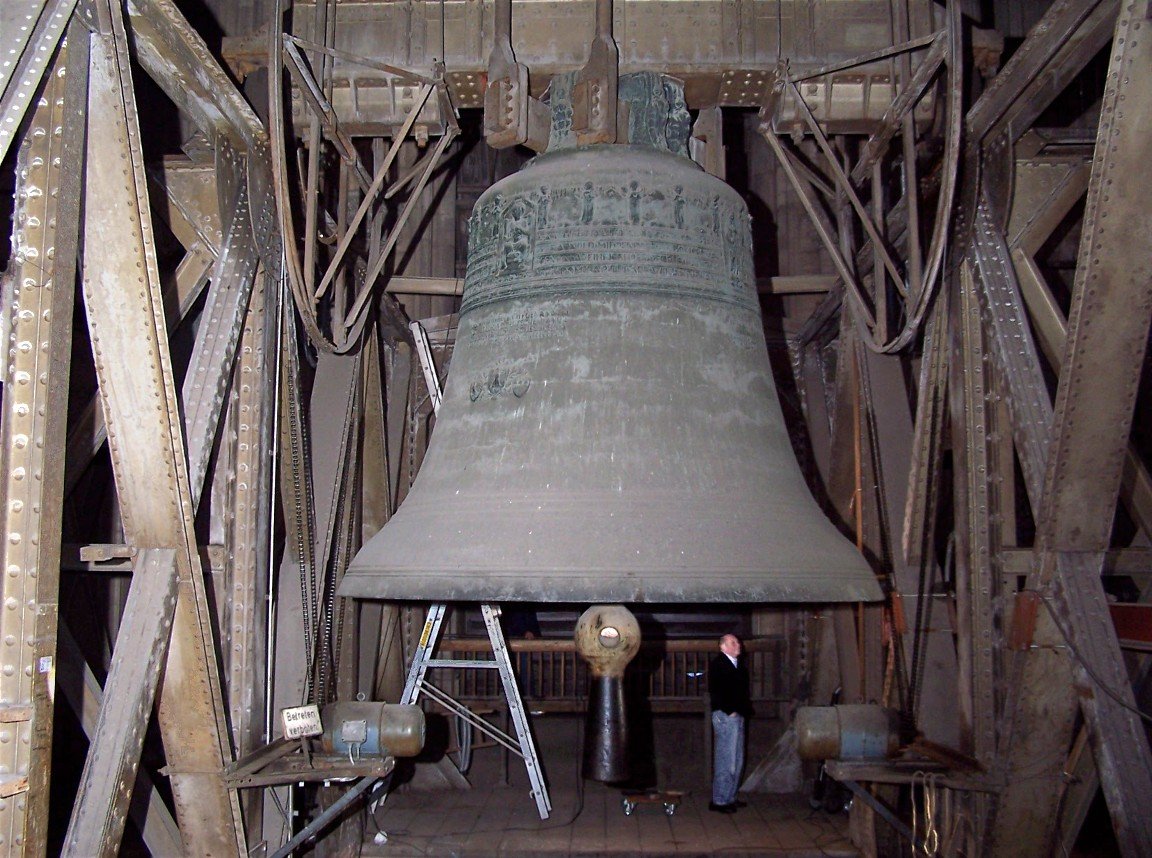
Sankt-Petersglocke

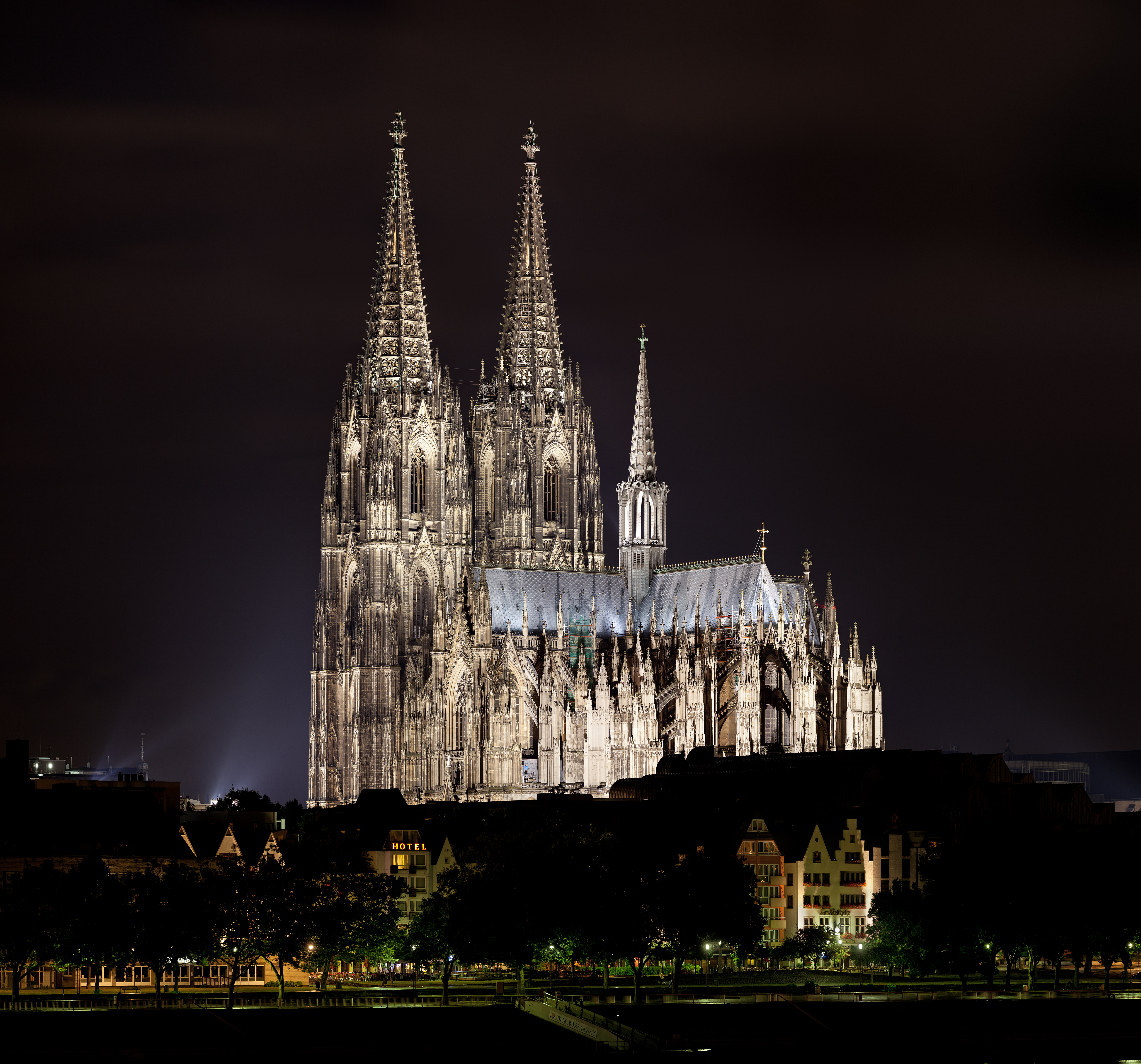
De Dom bij nacht

De Dom van Keulen (Dom St. Peter und Maria) is een gotische kathedraal in het centrum van de Duitse stad Keulen. Het is de hoofdkerk van het aartsbisdom Keulen. Daarnaast is het de grootste kathedraal in Duitsland.
De bouw begon op 15 augustus 1248 en kwam in de 15e eeuw stil te liggen. Pas eeuwen later, in 1824, werd de bouw hervat op basis van de originele ontwerpen. De kathedraal werd, inclusief de kenmerkende torens, in 1880 uiteindelijk in neogotische stijl voltooid. Alleen het laagste gedeelte van de westelijke toren is nog uit de 13e eeuw.
De dom is gebouwd in de vorm van een kruiskerk en is inclusief het schip en de torens 144,58 meter lang en 86,25 meter breed. Het gebouw heeft een bijzondere inventaris, waaronder enkele glas in loodramen die dateren uit de 14e en de 16e eeuw.
De kathedraal bevindt zich op een afstand van 250 meter van de Rijn en ligt in de buurt van het Köln Hauptbahnhof, de Hohenzollernbrücke, het Museum Ludwig en het Römisch-Germanisches Museum. Aan de noordkant van de dom bevindt zich de domschatkamer.

## Geschiedenis

### Voorgeschiedenis
De huidige dom staat op de plek waar in de laatste jaren van het Romeinse Rijk christenen elkaar ontmoetten in Keulen. Verschillende kerken hebben sindsdien op die plek gestaan, maar de eerste waarvan men ongeveer weet hoe die eruit heeft gezien, de Hildebold-Dom, werd in de eerste helft van de 9e eeuw gebouwd en gewijd in 870. Deze kerk had aan beide kanten van het schip een koor, waarbij het oostelijke koor was gewijd aan de Heilige Maagd Maria en het westelijke koor aan de heilige Petrus.

### Bouwgeschiedenis in de middeleeuwen
In 1164 bracht aartsbisschop Reinald van Dassel relikwieën van de heilige Drie Koningen vanuit Italië naar Keulen. Deze waren een geschenk van Keizer Frederik I Barbarossa. Hierna was de kerk niet langer alleen de kathedraal van het bisdom Keulen, maar ook meteen een van de belangrijkste pelgrimskerken in Europa. Omdat men vond dat deze pelgrims naar een waardige kerk moesten kunnen komen, besloot men in 1225 om de oude dom te vervangen door een nieuw gebouw in de toen moderne Franse gotische stijl. Men heeft daarop in 1248 het oostkoor laten afbranden.
Op 15 augustus werd onder leiding van bouwmeester Gerhard von Rile begonnen met de bouw van de nieuwe dom. Men begon met het oostelijke deel naar voorbeeld van de kathedraal van Amiens. Bij de bouw werd vanaf het begin tot ca. 1560 bijna uitsluitend gebruikgemaakt van trachiet afkomstig van de Drachenfels in het Zevengebergte. Dit materiaal was eenvoudig aan te voeren via de Rijn. Nog aan het begin van de 19e eeuw bestond de dom grotendeels uit trachiet. In 1322 was het gotische koor zover gevorderd dat het kon worden ingewijd. De relikwieën van de aartsbisschoppen Gero van Keulen, Reinald van Dassel, Filips I van Heinsberg, Engelbert II van Berg en Koenraad van Hochstaden, die voorheen in de Hildeborg-Dom waren bewaard, werden nu in het nieuwe koor bijgezet. In 1333 deed de rondreizende Petrarca Keulen aan en sprak zijn bewondering uit over de in aanbouw zijnde dom.
Vervolgens begon men met de bouw van een dwarsschip en twee westelijke torens. In 1388 was de bouw al zo ver gevorderd dat er op 7 januari een mis kon worden gehouden ter gelegenheid van de opening van de eerste universiteit van Keulen, de Universitas Studii Coloniensis. In 1410 reikte de zuidelijke toren van de dom tot aan de tweede geleding en werd in een houten klokkenstoel de eerste kerkklok (de Dreikönigenglocke) gehangen. Als bouwmeester werd inmiddels Nikolaus van Bueren aangesteld, onder wiens leiding in 1437 de klokken in de toen 59 meter hoge zuidtoren konden worden gehangen. In 1448-49 werden er nog twee andere klokken (de Pretiosa en de Speciosa) gegoten en in de zuidtoren gehangen.
Vanaf 1473 stagneerde de bouw echter. Dit had waarschijnlijke verschillende oorzaken, waaronder een verminderde aflaathandel en een kleiner aantal pelgrims. Geldgebrek en desinteresse leidden uiteindelijk tot een algehele bouwstop in 1528. Op dat moment was er niet veel meer voltooid dan het koor en de onderste geledingen van de westelijke façade. Desondanks werd op 5 januari 1531 de latere keizer Ferdinand I in de dom tot koning uitgeroepen.
Eeuwenlang stond bovenop de zuidelijke toren, die slechts was afgewerkt tot belfortniveau, een houten kraan van 25 m hoog. Ze moet rond 1350 geplaatst zijn en werd op zeker moment met leien beschermd tegen de elementen. De kraan werd een symbool van de stad en zou pas in 1868 worden ontmanteld.
In de periode 1744-1770 vond er een herinrichting in barokke stijl plaats. Toen in 1794 de revolutionaire troepen Keulen binnenvielen, ten tijde van de Franse bezetting van Keulen, vluchtten de aartsbisschop en het personeel van de dom en raakte het gebouw beschadigd.

### Voltooiing in de negentiende eeuw

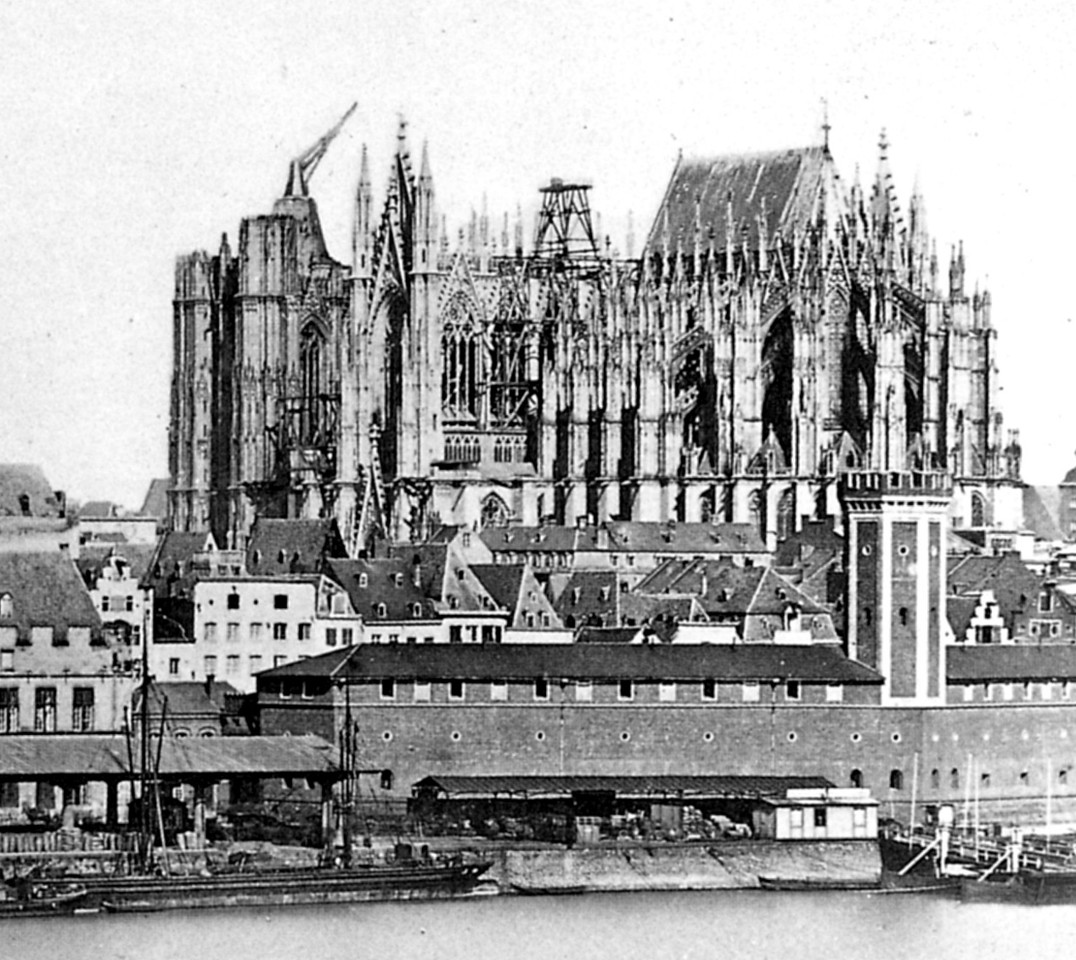
Bouw van de Dom in 1856 (op de zuidtoren is de middeleeuwse kraan nog aanwezig)

In 1801 werd een concordaat gesloten tussen Napoleon en paus Pius VII, en werd de dom weer als kerkgebouw ingewijd. In de jaren na deze inwijding groeide het enthousiasme voor de voltooiing van dit godshuis, niet in de laatste plaats omdat in 1814 en 1816 originele bouwplannen werden ontdekt uit de vroege veertiende eeuw.
Op 4 januari 1804 keerden de Relikwieën van de Drie Koningen terug in de Dom van Keulen, nadat deze tien jaar eerder vanwege de Franse invasie naar Westfalen waren gebracht. Bij een inbraak in 1820 werden delen hiervan gestolen.
Op 20 november 1814 verordende Joseph Görres dat de bouw hervat zou worden. In 1823 werd begonnen met restauratiewerkzaamheden. Architect Ernst Friedrich Zwirner ontwierp plannen om de bouw te voltooien. In 1842 zette men de bouw van de kathedraal daadwerkelijk voort. Ongeveer de helft van het geld kwam uit de Pruisische schatkist, de andere helft kwam van de Centrale Dombouw Stichting. Men hield zich precies aan de middeleeuwse plannen voor de dom, maar deze werden uitgevoerd met de voor die tijd moderne bouwtechnieken. In 1846 was het dwarsschip voltooid, ook het houten dakgeraamte was vervangen door een ijzeren dakgeraamte, iets dat bijzonder progressief was voor die tijd. Het koorwerk was een ontwerp van de Duits-Nederlandse Friedrich Wilhelm Mengelberg. Van 14 tot 16 augustus 1848 werd gevierd dat 600 jaar geleden de eerste steen was gelegd. Tot 1868 stond er op de zuidelijke toren een door een tredmolen aangedreven bouwkraan, die rond 1350 gemaakt moet zijn en een soort stadssymbool was geworden. In 1863 was het interieur van de dom helemaal af.
In 1880 waren dan uiteindelijk de twee torens voltooid en daarmee ook de bouw van de gehele kathedraal, waarbij de bouwplannen uit de middeleeuwen waren gevolgd. Dit was reden voor een groots nationaal feest waar ook de keizer bij aanwezig was. De dom zou tot de voltooiing van het Munster van Ulm in 1890 de hoogste kerktoren en tot de voltooiing van het Washington Monument in 1884 zelfs het hoogste bouwwerk in de wereld zijn.

### Sinds de Tweede Wereldoorlog

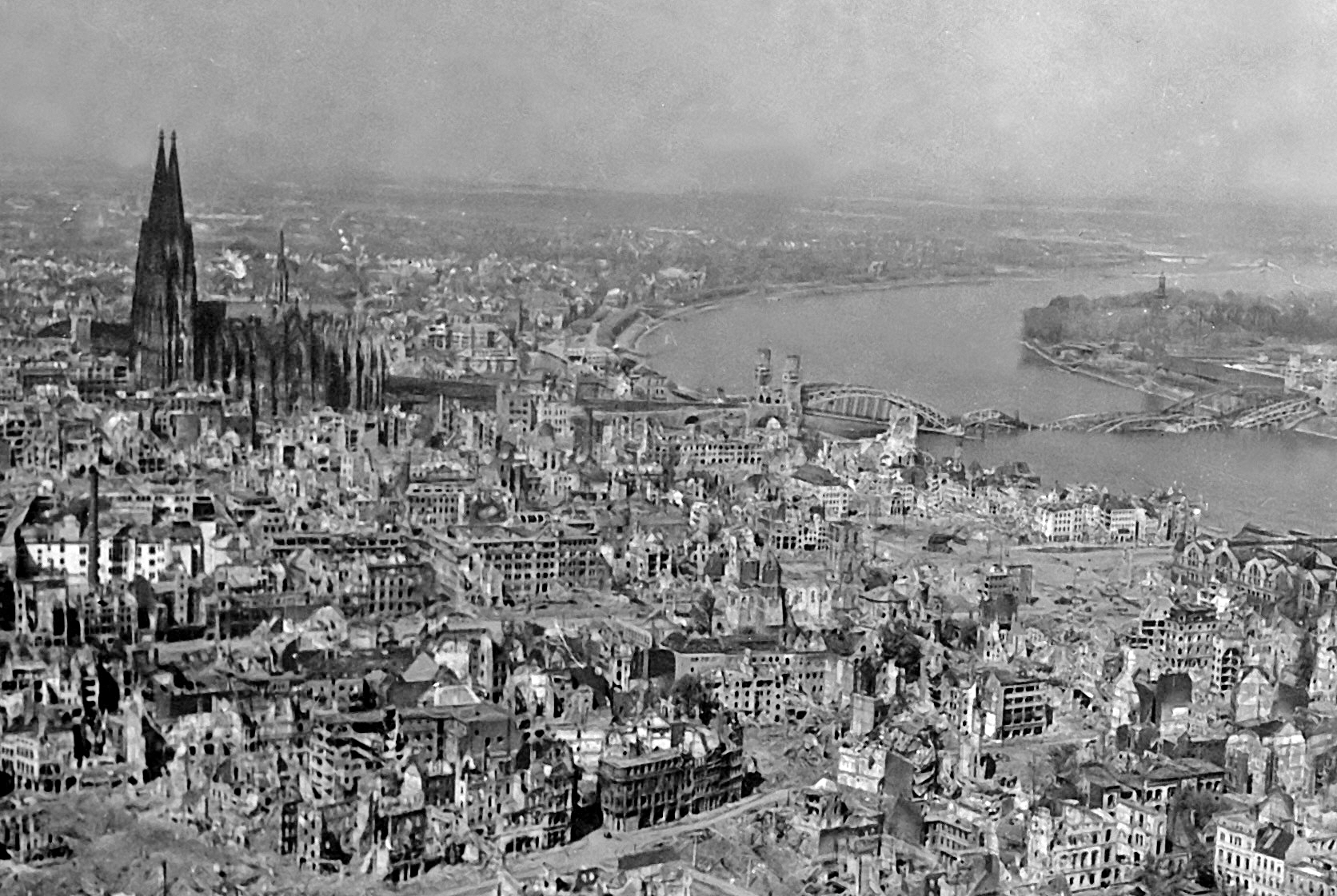
Aanzien van Keulen in 1945

Hoewel de dom in de Tweede Wereldoorlog door veertien zware luchtbommen werd geraakt, heeft hij de oorlog zonder desastreuze schade doorstaan. Een hoge muur, bekend als de Kölner Domplombe, voorkwam dat de noordelijke toren instortte. Amerikaanse vliegeniers gebruikten de dom als oriëntatiepunt; bijna 90% van Keulen was platgebombardeerd.
Vele jaren van restauratie volgden en pas in 1956 was de kathedraal grotendeels weer hersteld. Sommige beschadigingen als gevolg van de oorlog zijn nog niet gerepareerd en gerestaureerd. De instandhouding van de dom kost circa 14 miljoen euro per jaar.
In de decennia na de Tweede Wereldoorlog had de dom tamelijk veel te lijden onder zure regen.
In de moderne tijd is het gebouw voor allerlei wereldlijke doelen gebruikt, onder andere als aandelenbeurs.
In 1996 kwam de Dom van Keulen op de Werelderfgoedlijst van UNESCO. Op 5 juli 2004 heeft UNESCO de dom ook op de lijst van bedreigde Werelderfgoederen geplaatst. Allerhande bouwprojecten in de directe omgeving ervan zouden het gotische bouwwerk aantasten. In juli 2006 werd de dom weer van de Rode Lijst gehaald.
Elk jaar is er een Unescodag.
In 2005 bezocht paus Benedictus XVI de dom naar aanleiding van de Wereldjongerendag.

## Torens
De 157,38 meter hoge noordtoren en de 157,31 meter hoge zuidtoren tellen beide 509 treden. De uit maaswerk opgetrokken torens zijn kenmerkend voor de laatgotiek en neogotiek.
De zuidelijke toren kan gedurende openingstijden via een wenteltrap worden beklommen. Na 291 treden wordt op een hoogte van ca. 53 m de klokkenstoel bereikt, van waaruit de klokken kunnen worden bezichtigd. Na nog eens 95 treden eindigt de wenteltrap op een hoogte van 70 meter, waarna men via een metalen trap nog verder kan klimmen tot ca. 97 meter hoogte. Van hieruit kijkt men uit over de gehele stad en de nabije omgeving. In 2009 werd hiervoor een nieuwe, door de architect Kraemer ontworpen aparte ingang onder de toren aangebracht, zodat de kerkdiensten niet meer verstoord werden.

## Klokken
In de torens hangen 11 luidklokken die samen goed zijn voor een gewicht van 52.158 kg. De grootste klok is de Sankt-Petersglocke, familiair Dicker Pitter ('Dikke Pieter', 24.000 kg + 600 kg klepel). Deze klok uit 1923, gegoten door de Gebrüder Ulrich in Apolda, is de grootste klok ter wereld die met vliegende klepel wordt geluid. Zij verving de beroemde Kaiserglocke of Gloriosa van 27.180 kg, die tot 1918 in de zuidelijke domtoren hing.
De klokken kennen een strikte luid-orde, die is vastgelegd door het kapittel. Dikke Pieter mag enkel luiden op katholieke hoogfeesten, de dood van een Keuls aartsbisschop en pausverkiezingen. Bij hoogfeesten mag Dikke Pieter eerst het feest inluiden, nadien volgen de andere klokken.
In 2011 brak tijdens het luiden van dikke Pieter de klepel af. Dit gebeurde op het feest van de Drie Koningen. Na onderzoek bleek de klepel verkeerd te zijn gemonteerd, tijdens een vorige restauratie. Het kapittel van de kathedraal liet een nieuwe klepel gieten. Het proces werd uitvoerig gevolgd en gedocumenteerd door de lokale media. Het nieuwe exemplaar weegt ca. 600 kg en werd feestelijk gewijd door de aartsbisschop. Op 7 december 2011 galmde dikke Pieter opnieuw boven Keulen, ter gelegenheid van het Hoogfeest van de Onbevlekte Ontvangenis van Maria.
De klokken zijn uitvoerig bestudeerd en gedocumenteerd. Veel mensen komen speciaal naar het luiden op feestdagen. Ook in de torens mogen mensen komen luisteren naar het volgelui; hiertoe krijgen ze speciale oorbeschermers.

### Geluidsfragment
Klokgelui van de Dom van Keulen (27 minuten), de eerste 9 minuten alleen de Sankt-Petersglocke.

## Orgels

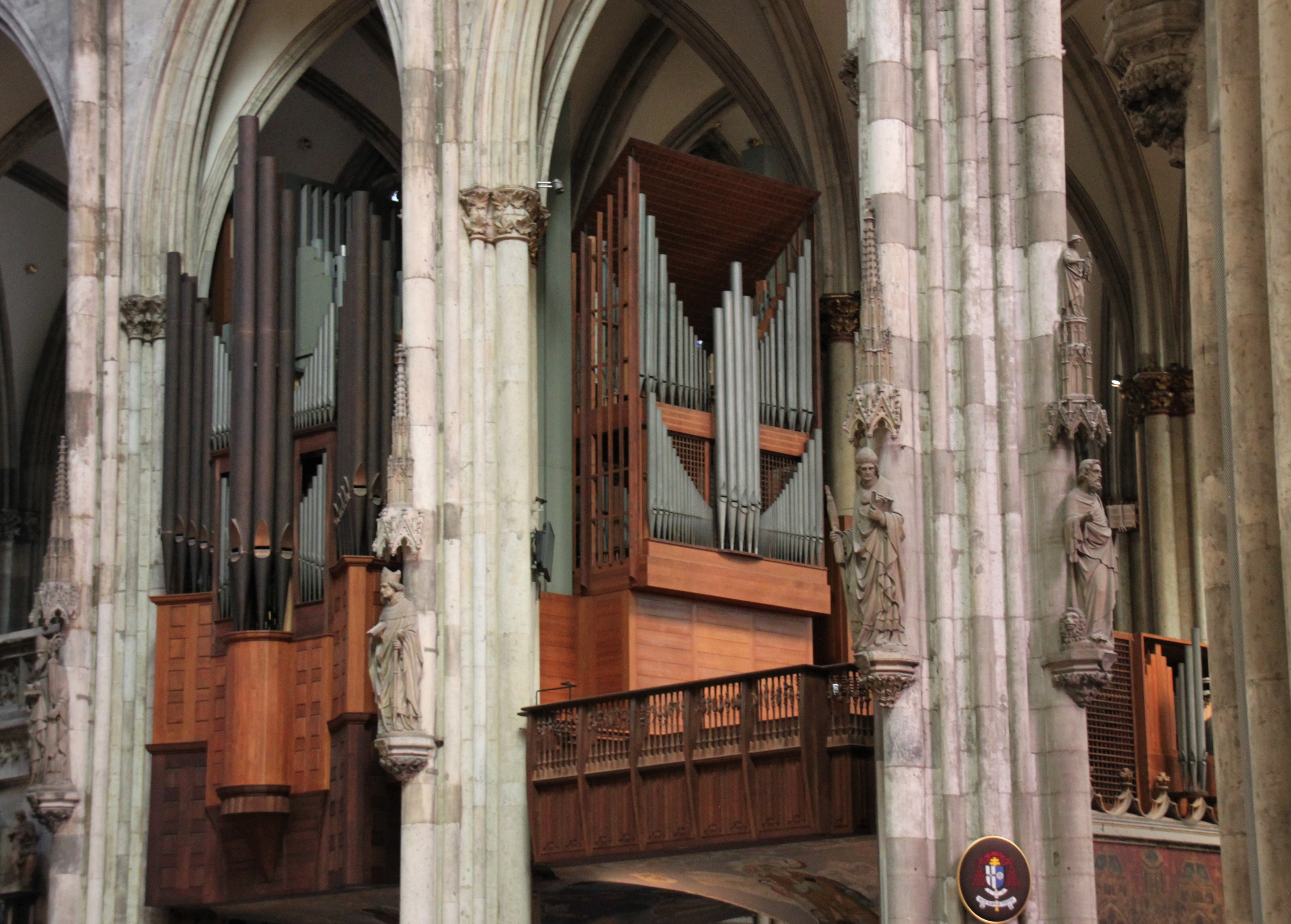
Het Querhausorgel

Naast twee kleine orgels in de Mariakapel en de sacramentskapel beschikt de dom over twee hoofdorgels gemaakt door Johannes Klais Orgelbau in Bonn.
In 1948, bij de viering van het 700-jarig bestaan van de dom, werd het Querhausorgel in gebruik genomen. Dit orgel heeft 68 registers, 4 manualen (een hiervan werd in 1956 toegevoegd toen het geluid met 3 manualen onvoldoende bleek voor de hele kerk) en een pedaal. Het staat op een betonnen oksaal in de noordelijke kruising van de dom. Het orgel bevindt zich niet, zoals algemeen gebruikelijk is bij gotische kathedralen, in het langschip omdat dit vanwege de herstelwerkzaamheden na de oorlog tot 1956 was afgesloten.
In 1998 werd er een tweede hoofdorgel ingewijd, het Langhausorgel, dat het liturgisch orgelspel verder moest verbeteren. Dit orgel werd gebouwd als een zwaluwnestorgel en beschikt over 53 registers met in totaal 3963 orgelpijpen die zijn verdeeld over 3 manualen (rugpositief, hoofdwerk en zwelwerk) en het pedaal. Daarnaast heeft het orgel een nevenregister in het onderste deel van het rugpositief. In het midden bovenaan bevinden zich de blaasbalg en de meeste pijpen.
In 2000 werd begonnen met een restauratie van het Querhausorgel, die in 2002 werd afgesloten. Om de uitstraling van het geluid te verbeteren werd het grootste deel van het orgel twee meter hoger gezet. De drie fronten van het hoofdorgel werden daarop aangepast. Het geluid kan daarna beter door de gewelven boven het orgel weerkaatst worden. Ook kwam er een nieuwe windvoorziening en werd de winddruk verhoogd. Tevens werd een nieuwe speeltafel gebouwd en een elektrische verbinding met het Langhausorgel gemaakt, zodat beide orgels tegelijkertijd bespeeld kunnen worden. In 2006 werd het Querhausorgel nog met enkele registers uitgebreid, waardoor het nu over 88 stemmen beschikt.

## Begraven personen
In de kathedraal liggen de volgende personen begraven:
- Gero van Keulen
- Reinald van Dassel
- Filips I van Heinsberg
- Engelbert II van Berg
- Koenraad van Hochstaden
- Irmgard van Suchtelen
- Walram van Gulik
- Willem van Gennep
- Engelbert III van der Mark
- Frederik III van Saarwerden
- Diederik II van Meurs
- Herman IV van Hessen
- Filips II van Daun-Oberstein
- Adolf III van Schaumburg
- Anton van Schaumburg
- Ernst van Beieren
- Ferdinand van Beieren
- Maximiliaan Hendrik van Beieren
- Jozef Clemens van Beieren
- Clemens August I van Beieren
- Maximiliaan Frederik van Königsegg-Rothenfels
- Ferdinand August von Spiegel
- Johannes von Geissel
- Paul Melchers
- Philipp III Krementz
- Hubert Theophil Simar
- Anton II Fischer
- Felix von Hartmann
- Karl Joseph Schulte
- Joseph I Frings
- Joseph II Höffner
- Joachim Meisner

Verder liggen de volgende wereldlijke vorsten in de kathedraal begraven:
- Richeza van Lotharingen, koningin van Polen (995-1063)
- Godfried IV (1318-1368), de laatste graaf van Arnsberg die zijn graafschap zonder erfgenamen aan het aartsbisdom verkocht.
- Graaf Emundus van Friesheim (rond 829), liet zijn district na aan het aartsbisdom Keulen.